# Apostelkirche (Hamburg-Eimsbüttel)

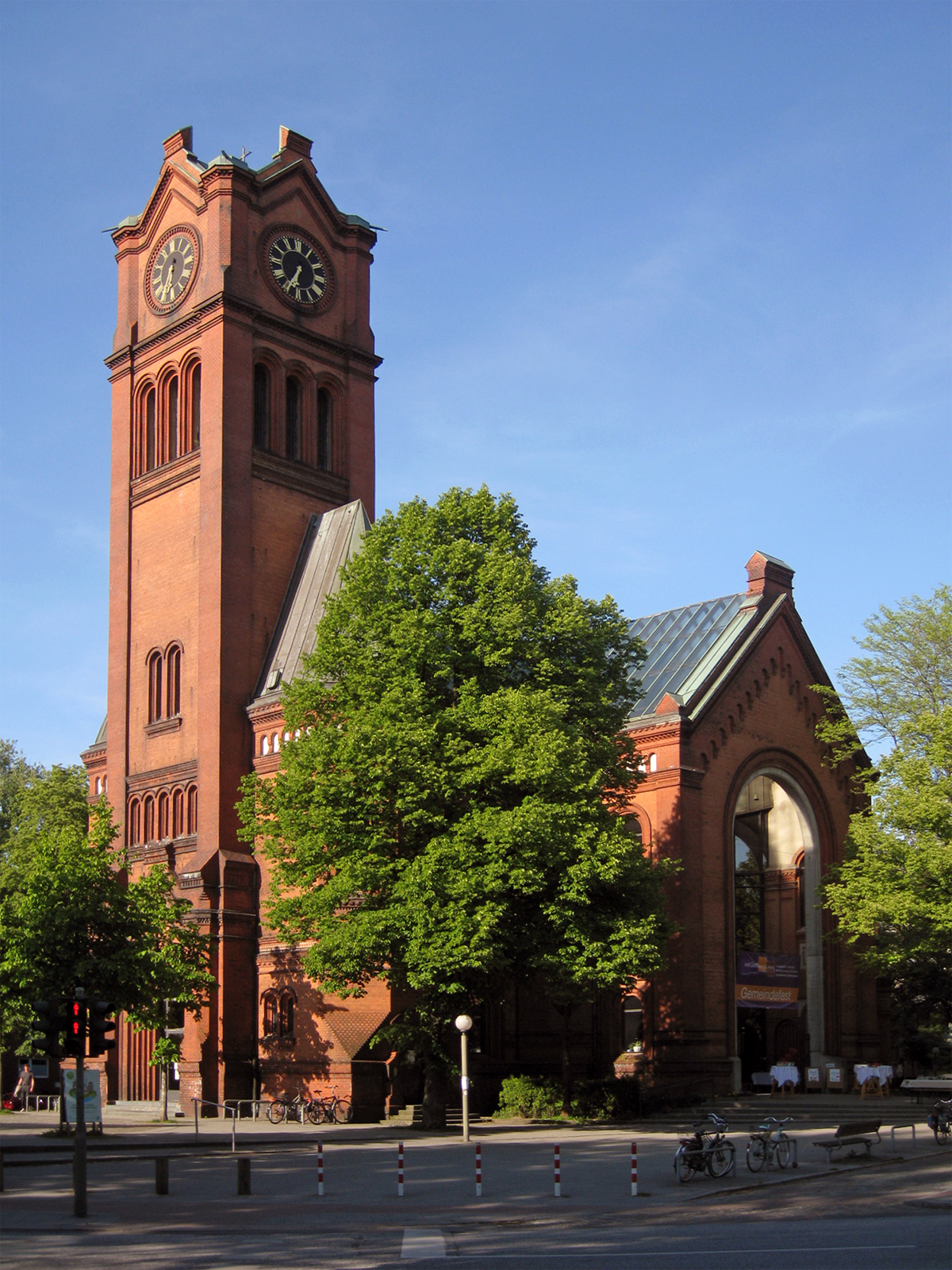
Apostelkirche von Südwesten gesehen

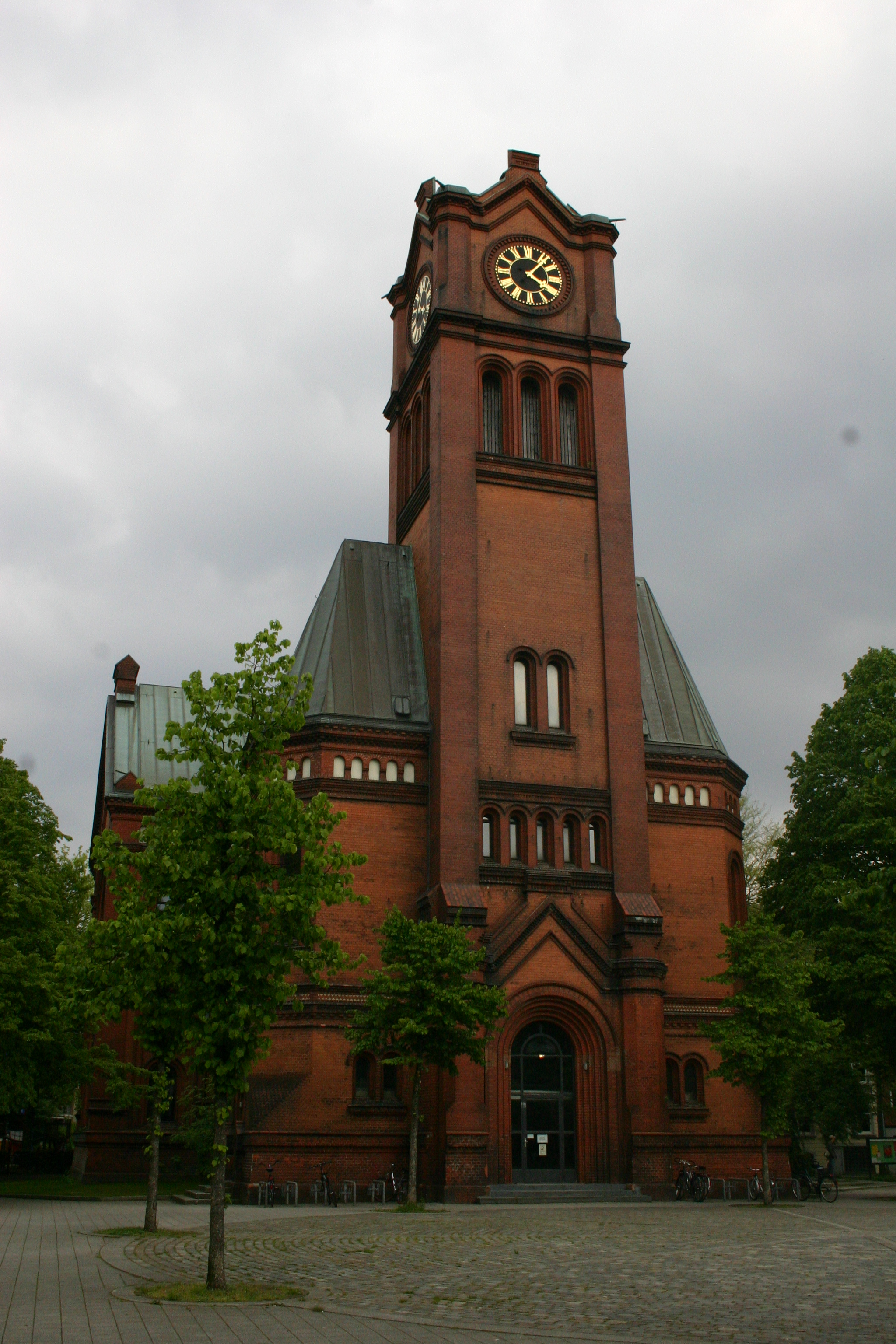
Kirche mit Turm

Die Apostelkirche ist eine in den Jahren 1893 und 1894 erbaute evangelisch-lutherische Kirche im Hamburger Stadtteil Eimsbüttel. Der Entwurf stammt von den Architekten Erwin von Melle und Peter Gottlob Jürgensen. Das äußere Erscheinungsbild ist von neoromanischen Stilelementen geprägt, im Inneren befindet sich ein kuppelüberwölbter Zentralraum.

## Geschichte
Die Apostelkirche wurde 1893/1894 auf freiem Feld errichtet. Sie war das erste Gebäude in der Gegend und blieb über zehn Jahre lang das einzige, bis es zum Bau umliegender Häuser kam. Das Grundstück stammte von einem privaten Besitzer, der es der Stadt kostenlos zur Verfügung gestellt hatte. Es wurde zu Beginn der Bauarbeiten mit Erdreich aus dem Holstenwall aufgeschüttet. Am 24. Oktober 1894 fand die feierliche Eröffnung der Apostelkirche statt. 1898 erhielt die Apostelkirche eine Orgel. Drei Jahre danach brachte man über dem Altar Apostelbilder des Kunstmalers H. Saffer an.
Die Apostelkirche überstand den Zweiten Weltkrieg zwar unbeschädigt, brannte jedoch in der Nacht vom 25. auf den 26. September 1977 nahezu vollständig aus. Es blieb ungeklärt, ob es sich dabei um Brandstiftung oder Fahrlässigkeit handelte. Im nächsten Jahr begann der Wiederaufbau auf den Ruinen der alten Kirche. Er erfolgte nach einem Konzept von Bernhard Hirche. Die Kirche erhielt eine Zwischendecke, die ein Foyer im neuen Erdgeschoss und den Kirchensaal im Obergeschoss schuf, sowie verschiedene Mehrzweckräume. 1982 waren die Bauarbeiten abgeschlossen und die Apostelkirche diente wieder als Gemeindezentrum. 1984 erhielt sie eine Orgel von Jehmlich Orgelbau Dresden sowie, auf Initiative des Eimsbütteler Wochenblatts, eine neue Uhr. Für das Taufbecken ließ Hirche einen Stein aus Israel anliefern und arbeitete aus dem Beckenboden ein Relief mit dem Umrissen des Sees Genezareth heraus.
Auch die Altarfenster wurden neu gestaltet. Als Motiv dienten Porträts von je sechs Frauen und Männern des 20. Jahrhunderts, die mit ihrem Lebenswerk als moderne „Apostel“ verschiedener Konfessionen gewirkt hatten. Dabei handelte es sich um Sophie Scholl, Hermann Stöhr, Martin Luther King, Dietrich Bonhoeffer, Simone Weil, Ernst Barlach, Albert Schweitzer, Mathilda Wrede, Óscar Romero, Anna Paulsen, Elise Averdieck und Dorothy Day. Die künstlerische Umsetzung übernahm das Glasbauunternehmen Derix in Taunusstein. 1990 wurden die neuen Apostelfenster feierlich eingeweiht.

## Orgel
Die große Orgel in der Apostelkirche wurde 1984 von der Orgelbaufirma Jehmlich (Dresden) erbaut, und zuletzt 2009 restauriert. Das Schleifladen-Instrument hat 19 Register auf zwei Manualen und Pedal. Die Spieltrakturen sind mechanisch, die Registertrakturen sind elektrisch.
| II Hauptwerk C–f3 |           |        |
| 1.                | Prinzipal | 8′     |
| 2.                | Rohrflöte | 8′     |
| 3.                | Oktave    | 4′     |
| 4.                | Nasat     | 2 ⁄3′  |
| 5.                | Oktave    | 2′     |
| 6.                | Terz      | 1 3⁄5′ |
| 7.                | Mixtur IV |        |
|                   | Tremulant |        |

| II Schwellwerk C–f3 |            |       |    |
| 8.                  | Gedackt    | 8′    |    |
| 9.                  | Prinzipal  | 4′    |    |
| 10.                 | Flöte      | 4′    |    |
| 11.                 | Waldflöte  | 2′    |    |
| 12.                 | Quinte     | 1 ⁄3′ |    |
| 13.                 | Scharf III |       |    |
| 14.                 | Oboe       |       | 8′ |
|                     | Tremulant  |       |    |

| Pedalwerk C–f1 |                |     |
| 15.            | Subbass        | 16′ |
| 16.            | Prinzipalflöte | 8′  |
| 17.            | Gemshorn       | 4′  |
| 18.            | Mixtur IV      |     |
| 19.            | Fagott         | 16′ |

- Koppeln: II/I, I/P, II/P